# Javier Ruiz de Larrinaga Ibañez
Javier Ruiz de Larrinaga Ibañez (Ametzaga, Zuia, 2 de novembre de 1979) és un ciclista basc, que s'ha especialitzat en el ciclocròs, en que s'ha proclamat cinc cops Campió d'Espanya.
De 2005 a 2006 va competir professionalment en ruta amb l'equip Kaiku.

## Palmarès en ciclocròs
- 2008-2009
  -  Campió d'Espanya de ciclocròs
  - 1r al Trofeu San Andrés
- 2009-2010
  -  Campió d'Espanya de ciclocròs
- 2010-2011
  -  Campió d'Espanya de ciclocròs
- 2013-2014
  -  Campió d'Espanya de ciclocròs
- 2015-2016
  -  Campió d'Espanya de ciclocròs
- 2017-2018
  - 1r al Trofeu San Andrés

## Palmarès en ruta
- 2002
  - Vencedor d'una etapa a la Volta a Navarra